# Hogna balearica
Hogna balearica är en spindelart som först beskrevs av Tord Tamerlan Teodor Thorell 1873.  Hogna balearica ingår i släktet Hogna och familjen vargspindlar. Inga underarter finns listade i Catalogue of Life.